# Гастелло (Сахалинская область)
Гасте́лло — село в Поронайском городском округе Сахалинской области России, в 17 км от районного центра.

## География
Находится на берегу залива Терпения. Вблизи села расположена станция Гастелло Сахалинского региона Дальневосточной железной дороги.

## История
Посёлок ведёт своё происхождение от айнского первопоселения под названием Найоро или Наэро или Най-Эро (в первом варианте было тезоимённо другому айнскому поселению — на западном побережье Сахалина, ныне село Черемшанка).
С 1905 года до 1945 года принадлежало японскому губернаторству Карафуто и называлось Найро (село) (яп. 内路). После передачи Южного Сахалина СССР село 15 октября 1947 года получило современное название — в честь лётчика, Героя Советского Союза Н. Ф. Гастелло.

## Население
| 1925 | 1935  | 1959  | 1970  | 1979  | 1989  | 2002  |
| ---- | ----- | ----- | ----- | ----- | ----- | ----- |
| 1289 | ↗3115 | ↗3654 | ↘2020 | ↘1852 | ↘1783 | ↘1107 |
| 2010 | 2013  | 2021  |       |       |       |       |
| ↘865 | ↗868  | ↘511  |       |       |       |       |

По переписи 2002 года население — 1107 человек (563 мужчины, 544 женщины).

## Инфраструктура и учреждения
В селе располагаются: почта, сельская школа, дом культуры, дом сестринского ухода, кладбище и кафе.